# WJ Please?
WJ Please? é o quinto extended play do girl group sino-coreano Cosmic Girls. Foi lançado em 19 de setembro de 2018, pela Starship Entertainment e Yuehua Entertainment, e distribuída pela Kakao M. Contém um total de seis faixas, incluindo o single principal, "Save Me, Save You".

## Antecedentes e lançamento
Em 3 de Setembro, Starship Entertainment revelou que o grupo estaria retornando com um novo álbum em 19 de Setembro.
Membros Mei Qi, Cheng Xiao e Xuan Yi não participaram das promoções do álbum devido a atividades na china, mas estiveram presentes nas gravações de "Hurry Up" e "You & I".
No dia do lançamento do álbum, o vídeo músical do single "Save Me Save You" também foi lançado.

## Lista de faixas
| N.º            | Título                       | Arranjo                   | Duração |  |
| 1.             | "Save Me, Save You" (부탁해) | 장준호 (Full8loom) Jake K | 3:44    |  |
| 2.             | "You, You, You" (너, 너, 너) | 장준호                    | 3:41    |  |
| 3.             | "I-yah" (아이야)             | 최현준 김승수             | 3:47    |  |
| 4.             | "Masquerade" (가면무도회)    | 어벤전승 정재엽           | 4:13    |  |
| 5.             | "Hurry Up" (서둘러)          | e.one 를(LEL)             | 3:01    |  |
| 6.             | "You & I" (2월의 봄)         | Any Masingga Fuxxy        | 3:41    |  |
| Duração total: | Duração total:               | Duração total:            | 22:11   |  |

## Tabelas

### Tabelas semanais
| Tabela (2018)               | Posição mais alta |
| --------------------------- | ----------------- |
| Álbuns Sul Coreanos (Gaon)  | 3                 |
| US World Albums (Billboard) | 14                |

### Tabelas mensais
| Tabela (2018)              | Posição mais alta |
| -------------------------- | ----------------- |
| Álbuns Sul Coreanos (Gaon) | 8                 |

## Histórico de lançamento
| Região       | Data                   | Formato             | Gravadora                                           |
| ------------ | ---------------------- | ------------------- | --------------------------------------------------- |
| South Korea  | 19 de Setembro de 2018 | CD Download digital | Starship Entertainment Yuehua Entertainment kakao M |
| Mundialmente | 19 de Setembro de 2018 | Download digital    | Starship Entertainment Yuehua Entertainment kakao M |